# كيث بيرج
وليام كيث بيرج (بالإنجليزية: William Keith Burge)‏ (المعروف باسم كيث بيرج ولد في 10 أغسطس 1950 ) هو حكم كرة قدم ويلزي سابق. أدار الدوري الإنجليزي لكرة القدم والدوري الممتاز والفيفا. ينحدر من تونيباندي في مقاطعة روندا سينون تاف ‏، جلامورجان. كانت وظيفته الأخرى هي موظف حكومي.

## الحياة العملية
عُين حكماً لدوري كرة القدم في عام 1986، في سن الخامسة والثلاثين - وهو آخر حكم ويلزي ينضم إلى القائمة الإنجليزية، حيث سحب الاتحاد الأوروبي لكرة القدم هذا الخيار في عام 1997.
كان على القائمة الأولى للحكام الذين يديرون الدوري الإنجليزي الممتاز الجديد لموسم 1992-93، وظهر لأول مرة هناك في 5 سبتمبر 1992، حيث تولى مسؤولية مباراة الفوز 3-2 من قبل ويمبلدون على آرسنال في ملعب بلاو لين ‏ 
كان أحد مسؤولي الفيفا حتى عام 1995، عندما بلغ سن التقاعد الدولي وهو خمسة وأربعون عاما. كان أحد آخر تعييناته في التصفيات المؤهلة لكأس الأمم الأوروبية 96 ‏، عندما تعادلت ليتوانيا 0-0 على أرضها أمام كرواتيا في 29 مارس 1995.
محليًا، احتفظ بمكانه في قائمة الدوري الإنجليزي الممتاز لمدة ستة مواسم، حتى تقاعد من التحكيم تمامًا بعد مباراته الأخيرة في الدوري الإنجليزي الممتاز، أين فاز مانشستر يونايتدبـ 2-1 على أستون فيلا في أولد ترافورد في 1 مايو 1999.